# Stanford (California)
Stanford è un census-designated place degli Stati Uniti d'America nella contea di Santa Clara, nello Stato della California. Secondo il censimento del 2010 aveva una popolazione di 13 809 abitanti.
È adiacente alla città di Palo Alto ed è sede dell'omonima università.